# Алан Гілзін
Алан Гілзін (англ. Alan Gilzean, 22 жовтня 1938, Копар-Ангус — 8 липня 2018, Глазго) — шотландський футболіст, що грав на позиції нападника за клуби «Данді» та «Тоттенгем Готспур», а також національну збірну Шотландії. По завершенні ігрової кар'єри — тренер.
Чемпіон Шотландії. Володар Кубка Англії. Дворазовий володар Кубка англійської ліги. Володар Суперкубка Англії з футболу. Володар Кубка УЄФА. 

## Клубна кар'єра
Народився 22 жовтня 1938 року в місті Копар-Ангус. Вихованець місцевої футбольної школи «Копар-Ангус Джувенілс».
У дорослому футболі дебютував 1957 року виступами за команду клубу «Данді», в якій провів сім сезонів, взявши участь у 134 матчах чемпіонату. У складі «Данді» був одним з головних бомбардирів команди, маючи середню результативність на рівні 0,84 голу за гру першості. Двічі, в сезонах 1961/62 і 1963/64, ставав найкращим бомбардиром шотландської футбольної першості, забивши відповідно 24 і 32 голи за сезон.
1965 року перейшов до англійського «Тоттенгем Готспур», за який відіграв 8 сезонів. Більшість часу, проведеного у складі «Тоттенгем Готспур», був основним гравцем команди, хоча й не відзначався такою високою результативністю, як в «Данді». За цей час виборов титул володаря Кубка Англії, ставав володарем Суперкубка Англії з футболу, володарем Кубка УЄФА. Завершив професійну кар'єру футболіста виступами за команду «Тоттенгем Готспур» у 1973 році.

## Виступи за збірну
1963 року дебютував в офіційних матчах у складі національної збірної Шотландії. Протягом кар'єри у національній команді, яка тривала 9 років, провів у формі головної команди країни 22 матчі, забивши 13 голів.

## Кар'єра тренера
Розпочав тренерську кар'єру невдовзі по завершенні кар'єри гравця, 1975 року, очоливши тренерський штаб клубу «Стівенідж». в якому пропрацював протягом сезнону.
Помер 8 липня 2018 року на 80-му році життя у місті Глазго.

## Титули і досягнення

### Командні
- Чемпіон Шотландії (1):

«Данді Юнайтед»: 1961-1962
- Володар Кубка Англії (1):

«Тоттенгем Готспур»: 1966-1967
- Володар Кубка Футбольної ліги (2):

«Тоттенгем Готспур»: 1970-1971, 1972-1973
- Володар Суперкубка Англії з футболу (1):

«Тоттенгем Готспур»: 1967
- Володар Кубка УЄФА (1):

«Тоттенгем Готспур»: 1971-1972

### Особисті
- Найкращий бомбардир чемпіонату Шотландії (2): 1961-1962 (24), 1963-1964 (32)